# Karin Huttary
Karin Huttary (Innsbruck, 23 maggio 1977) è un'ex sciatrice alpina e sciatrice freestyle svedese naturalizzata austriaca che ottenne i migliori risultati nello ski cross, specialità nella quale vinse la medaglia d'oro ai Mondiali di Ruka 2005.

## Biografia

### Stagioni 1995-2001
La Huttary iniziò la carriera nello sci alpino, gareggiando per la nazionale svedese: esordì in Coppa Europa il 17 gennaio 1995 a Innerkrems in discesa libera (53ª) e in Coppa del Mondo il 24 ottobre 1998 a Sölden in slalom gigante, senza completare la prova.
Nel massimo circuito internazionale ottenne il miglior piazzamento il 27 febbraio 2000 a Innsbruck in supergigante (31ª) e prese per l'ultima volta il via il 9 dicembre dello stesso anno a Sestriere in slalom gigante, senza completare la prova. Nel corso della sua carriera nello sci alpino non prese parte a rassegne olimpiche o iridate e la sua ultima gara nella disciplina fu uno slalom speciale FIS disputato il 21 aprile 2001 a Lindvallen.

### Stagioni 2003-2005
Nel 2003 riprese a gareggiare, dedicandosi però al freestyle, nella specialità dello ski cross, per nazionale austriaca; esordì nella disciplina in occasione della tappa di Coppa del Mondo disputata il 18 gennaio a Laax, subito ottenendo il primo podio (3ª), e il 12 marzo successivo conquistò la prima vittoria, a Les Contamines.
Ai Mondiali di Ruka 2005, sua prima presenza iridata, vinse la medaglia d'oro; in quella stessa stagione 2004-2005 in Coppa del Mondo si classificò 3ª nella classifica generale e 2ª in quella della Coppa del Mondo di ski cross, sopravanzata dalla vincitrice, la francese Ophélie David, di 3 punti.

### Stagioni 2006-2010
Conquistò l'ultima vittoria in Coppa del Mondo il 14 gennaio 2006 a Les Contamines e in quella stagione 2005-2006 si classificò 2ª sia nella classifica generale di Coppa del Mondo sia in quella di ski cross, superata in entrambe dalla David (rispettivamente di 8 e di 40 punti); ai Mondiali di Iwanashiro 2009, sua ultima presenza iridata, vinse la medaglia d'argento.
L'anno dopo ottenne l'ultimo podio in Coppa del Mondo, il 9 gennaio 2010 a Les Contamines (3ª), e ai successivi XXI Giochi olimpici invernali di Vancouver 2010, sua unica presenza olimpica, si classificò al 4º posto. Si ritirò al termine di quella stessa stagione 2009-2010 e la sua ultima gara fu la prova di Coppa del Mondo disputata il 12 marzo a Grindelwald, chiusa dalla Huttary al 31º posto.

## Palmarès

### Sci alpino

#### Coppa Europa
- Miglior piazzamento in classifica generale: 53ª nel 1999

#### Campionati svedesi
- 1 medaglia (dati parziali):
  - 1 bronzo (slalom speciale nel 1999)

### Freestyle

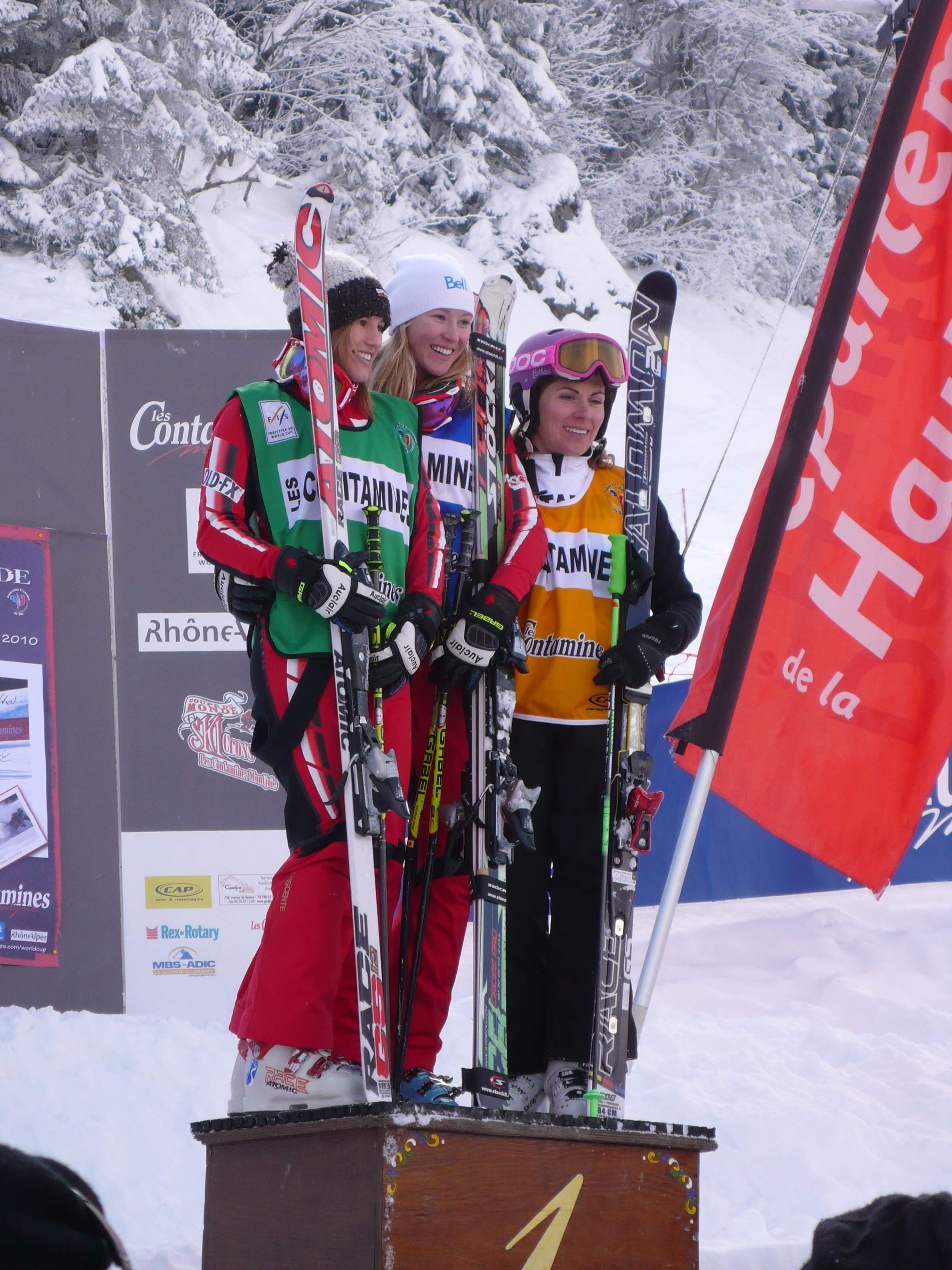
Karin Huttary (3ª, a destra) sull'ultimo podio della sua carriera in Coppa del Mondo, il 9 gennaio 2010 a Les Contamines, con Ashleigh McIvor (1ª, al centro) e Julia Murray (2ª, a sinistra)

#### Mondiali
- 2 medaglie:
  - 1 oro (ski cross a Ruka 2005)
  - 1 argento (ski cross a Iwanashiro 2009)

#### Coppa del Mondo
- Miglior piazzamento in classifica generale: 2ª nel 2006
- Miglior piazzamento nella Coppa del Mondo di ski cross: 2ª nel 2005 e nel 2006
- 17 podi:
  - 4 vittorie
  - 6 secondi posti
  - 7 terzi posti

##### Coppa del Mondo - vittorie
| Data             | Località       | Paese    | Specialità |
| ---------------- | -------------- | -------- | ---------- |
| 12 marzo 2003    | Les Contamines | Francia  | SX         |
| 21 gennaio 2005  | Kreischberg    | Austria  | SX         |
| 10 febbraio 2005 | Naeba          | Giappone | SX         |
| 14 gennaio 2006  | Les Contamines | Francia  | SX         |

Legenda:

SX = ski cross

#### Campionati austriaci
- 1 medaglia:
  - 1 oro (ski cross nel 2006)